# I Puffi sanno
I Puffi sanno è il sessantesimo singolo di Cristina D'Avena, pubblicato nel 1989 come undicesima sigla della serie animata dei Puffi. Scritta da Alessandra Valeri Manera su musica e arrangiamento di Vincenzo Draghi è una delle sigle italiane più conosciute de I Puffi, tanto da venir spesso utilizzata nelle repliche, in sostituzione delle altre sigle. Sul lato B è incisa la versione strumentale.

## Tracce
45 giri
Lato A
1. I puffi sanno - 2:55

Lato A
1. I puffi sanno (versione strumentale) - 2:55